# Animerama
Les Animerama (アニメラマ) sont une série de trois films d’animation japonais pour adultes (érotiques), produits par Osamu Tezuka et son studio Mushi Production entre 1969 et 1973. Ces films sont : Les Mille et Une Nuits (千夜一夜物語, Senya Ichiya Monogatari), Kureopatora (クレオパトラ, Littéralement « Cléopâtre ») et La Belladone de la tristesse (哀しみのベラドンナ, Kanashimi no Belladonna).
Ils ont tous été réalisés par Eiichi Yamamoto, et le premier Animerama est aussi le premier film d’animation pour adulte de l’histoire du Japon.

## Origine et étymologie
Jusqu’à la fin des années 1960, les animes sont encore exclusivement destinés aux enfants. C’est dans le but d’étendre son public et d’explorer de nouvelles voies de création qu’Osamu Tezuka a l’idée de produire des films pour adulte. En effet, les finances du studio Mushi Production ne sont pas au beau fixe (Tezuka fonde d’ailleurs dès 1970 la compagnie Tezuka Productions).
Tezuka nomma lui-même ses films les Animerama, contraction de anime, cinerama et drama.

## Production

### Les Mille et Une NuitsetCléopâtre
Ces deux films ont été imaginés et écrits par Osamu Tezuka lui-même, qui y mélange romance, drame et érotisme. Le procédé même de l’animation a nécessité une large équipe : en effet, chaque animateur était chargé d’un personnage ou d’une scène, le tout étant ensuite regroupé.
Cependant, les films étant destinés à toucher un large public, Tezuka y a incorporé une dimension commerciale (Cléopâtre regorge de clins d’œil et de parodies populaires, dans Les Mille et Une Nuits, le personnage est dessiné selon les traits de l’acteur Jean-Paul Belmondo...).

### La Belladone de la tristesse
Osamu Tezuka n’a pas directement travaillé sur ce film : en effet, il préféra se consacrer à ses projets mangas, le studio Mushi Production étant déjà au bord de la faillite. Le réalisateur – toujours Eiichi Yamamoto – a alors créé un film bien différent des deux premiers. En effet, le thème contraste (les sorcières au Moyen Âge, tiré d’une nouvelle de l’historien Jules Michelet) et la réalisation est plus expérimentale que jamais : l’animation alterne illustrations fixes et plans animés, le dessin étant fortement inspiré par de nombreux peintres d’Art nouveau.

### Points communs
Les trois Animerama portent en eux un certain nombre de similitudes :
- la volonté de toucher un public adulte, par le choix de l’érotisme et de thèmes risqués[3], tels que l’inceste, le viol... ;
- la musique, proche du rock psychédélique ;
- une manière de représenter le sexe propre à Tezuka, reposant avant tout sur l’abstrait et le suggestif[9],[10].

## Les films
Vous trouverez plus d’informations (résumés, réalisation, notes diverses...) sur les trois Animerama dans leur article respectif :
- Les Mille et Une Nuits (Senya ichiya monogatari, 1969) ;
- Cléopâtre (Kureopatora, 1970) ;
- La Belladone de la tristesse, (Kanashimi no belladonna, 1973).

## Réception et influence
Si Les Mille et Une Nuits a reçu un certain succès, il n’en va pas de même des deux films suivants qui ont été des échecs commerciaux. Le studio Mushi Production fermera d’ailleurs ses portes en 1973, quelques mois après la sortie du troisième film. C’est surtout dans la critique que les Animerama suscitèrent l’intérêt (notamment avec la projection de Kanashimi no Belladonna à la Berlinale).
Les films ont été peu exportés (les deux premiers aux États-Unis, parfois censurés). Columbia Music Entertainment a cependant commercialisé un pack des DVD en 2004 au Japon.
Enfin, ces réalisations marquent l'arrivée dans l'animation japonaise de l’érotisme, qui prospèrera plus tard sous les dénominations de l’ecchi et du hentai.